# Klaus Rößler

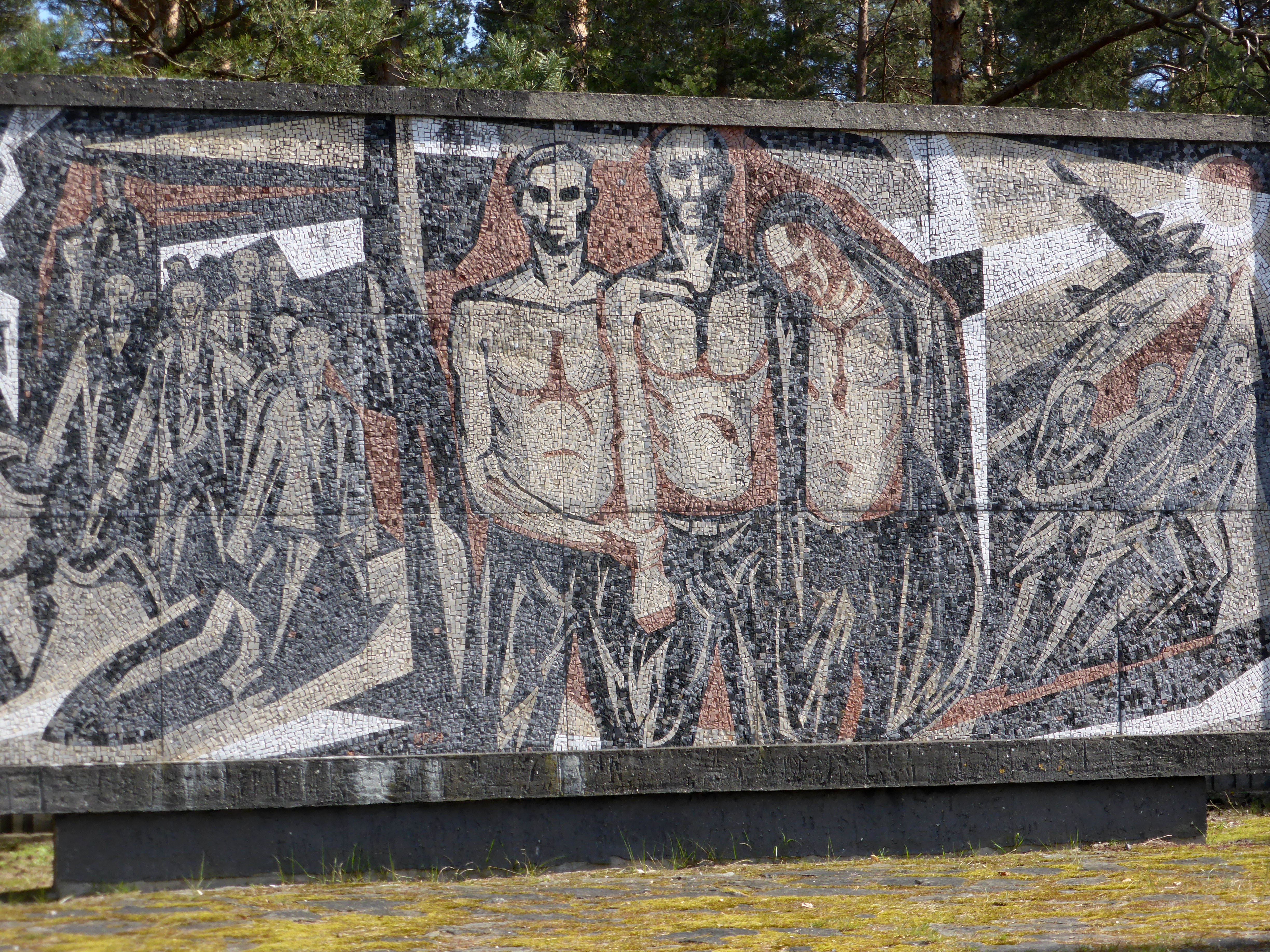
Wandmosaik von Klaus Rößler in der Mahn- und Gedenkstätte Karlshagen

Klaus Rößler (* 7. Januar 1939 in Dresden; † 2018) war ein deutscher Maler und Grafiker.
Seine künstlerische Ausbildung absolvierte er von 1959 bis 1962 an der Fachschule für angewandte Kunst in Leipzig sowie von 1962 bis 1967 an der Hochschule für Bildende Künste in seiner Geburtsstadt. Anschließend lebte er ab 1968 zunächst in Wolgast beziehungsweise dem benachbarten Ort Freest, bevor er sich in Heringsdorf auf der Insel Usedom niederließ. Sein Schaffen umfasste vor allem Stillleben, Landschaftsdarstellungen und figürliche Kompositionen sowie einige insbesondere in den 1970er und 1980er Jahren entstandene Werke zur Wandgestaltung von Gebäuden.
Zu seinen im öffentlichen Raum zugänglichen Arbeiten gehören unter anderem ein Wandmosaik in der Mahn- und Gedenkstätte Karlshagen, eine Mosaikstele mit dem Titel „Sonnenfrau“ auf dem ehemaligen Gelände eines zurückgebauten landwirtschaftlichen Betriebes nördlich von Wolgast sowie ein Wandbild mit dem Titel „Wehrbereitschaft der Jugend“ an einer ehemaligen Schule in Prora auf der Insel Rügen. Rößler war Mitglied des  Verbands Bildender Künstler der DDR.

## Weitere Werke (Auswahl)
- Anne (Öl, 72 × 40 cm, vor 1972)[1]

## Ausstellungen (Auswahl)
- 1969, 1972, 1974, 1979 und 1984: Rostock, Bezirkskunstausstellungen
- 1976: Karl-Marx-Stadt, Städtische Museen („Jugend und Jugendobjekte im Sozialismus“)
- 1976 und 1978: Berlin, Ausstellungszentrum am Fernsehturm, und Rostock, Kunsthalle Rostock („Junge Künstler der DDR“)
- 1983: Leipzig, Messehaus am Markt („Kunst und Sport“)
- 2014: Wolgast, Stadtgeschichtliche Museum Wolgast  (Personalausstellung zum 75. Geburtstag)